# Конда-сюр-Тренку
Конда́-сюр-Тренку́ (фр. Condat-sur-Trincou) — коммуна во Франции, находится в регионе Аквитания. Департамент — Дордонь. Входит в состав кантона Брантом. Округ коммуны — Нонтрон.
Код INSEE коммуны — 24129.

## География

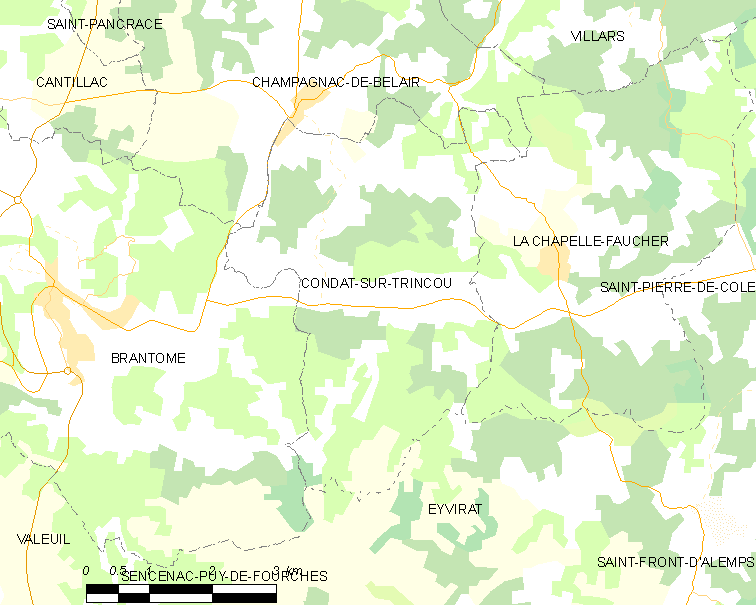
Карта коммуны

Коммуна расположена приблизительно в 410 км к югу от Парижа, в 120 км северо-восточнее Бордо, в 22 км к северу от Перигё.
По территории коммуны протекают реки Дрон, Коль и Тренку.

### Климат
Климат умеренный океанический со средним уровнем осадков, которые выпадают преимущественно зимой. Лето здесь долгое и тёплое, однако также довольно влажное, здесь не бывает регулярных периодов летней засухи. Средняя температура января — 5 °C, июля — 18 °C. Изредка вследствие стечения неблагоприятных погодных условий может наблюдаться непродолжительная засуха или случаются поздние заморозки. Климат меняется очень часто, как в течение сезона, так и год от года.

## Население
Население коммуны на 2010 год составляло 491 человек.
| 1962 | 1968 | 1975 | 1982 | 1990 | 1999 | 2010 |
| ---- | ---- | ---- | ---- | ---- | ---- | ---- |
| 391  | 386  | 352  | 325  | 376  | 410  | 491  |

## Администрация
| Период | Период | Фамилия       | Партия       | Примечания |
| ------ | ------ | ------------- | ------------ | ---------- |
| 1947   | 1977   | Андре Бофиль  |              |            |
| 1977   | 1995   | Жан-Арсен Тей |              |            |
| 1995   | 2008   | Рене Тарад    |              |            |
| 2008   | 2020   | Франсуа Тома  | беспартийный | пенсионер  |

## Экономика
В 2010 году среди 300 человек трудоспособного возраста (15-64 лет) 217 были экономически активными, 83 — неактивными (показатель активности — 72,3 %, в 1999 году было 72,5 %). Из 217 активных жителей работали 191 человек (98 мужчин и 93 женщины), безработных было 26 (10 мужчин и 16 женщин). Среди 83 неактивных 18 человек были учениками или студентами, 43 — пенсионерами, 22 были неактивными по другим причинам.

## Достопримечательности
- Церковь Св. Стефана (XII век). Исторический памятник с 1948 года[5]
- Замок Кастийер (XVIII век)
- Замок Конда (XIII век)
- Замок Монплезир (XV век)
- Дольмен Пер-Левад (эпоха неолита). Исторический памятник с 1960 года[6]
- Менгир Фуре

## Фотогалерея

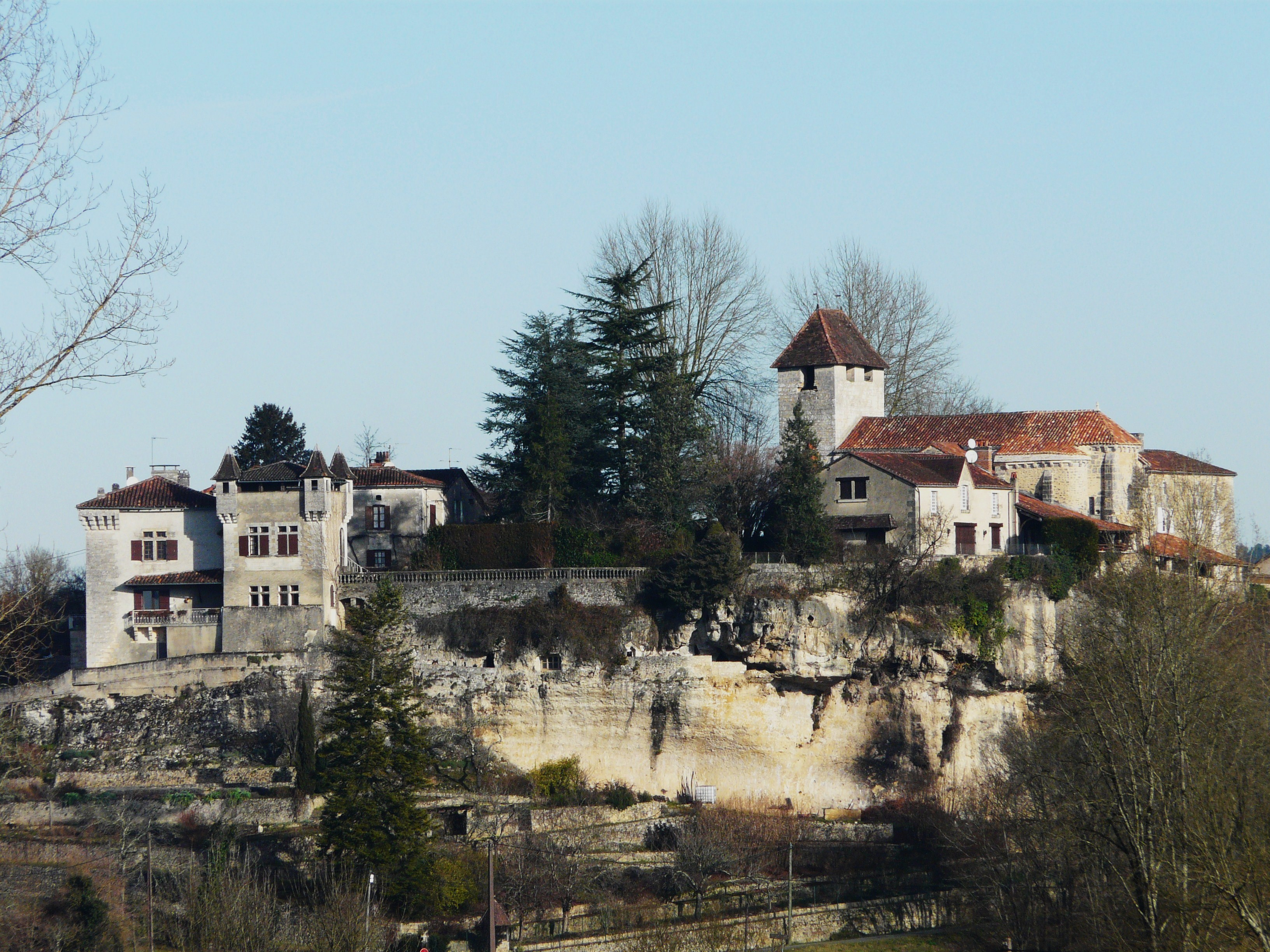
Конда-сюр-Тренку
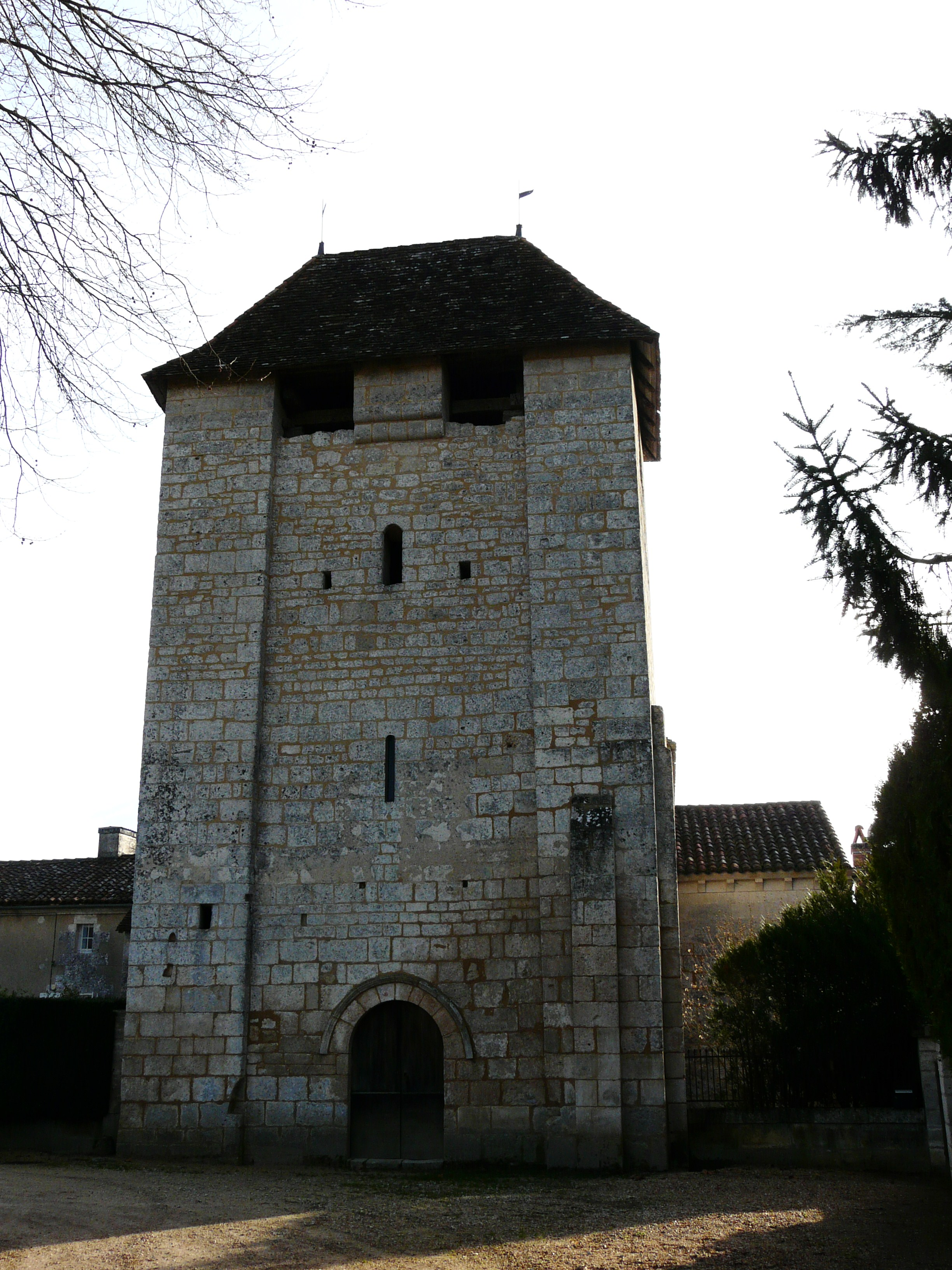
Церковь Св. Стефана
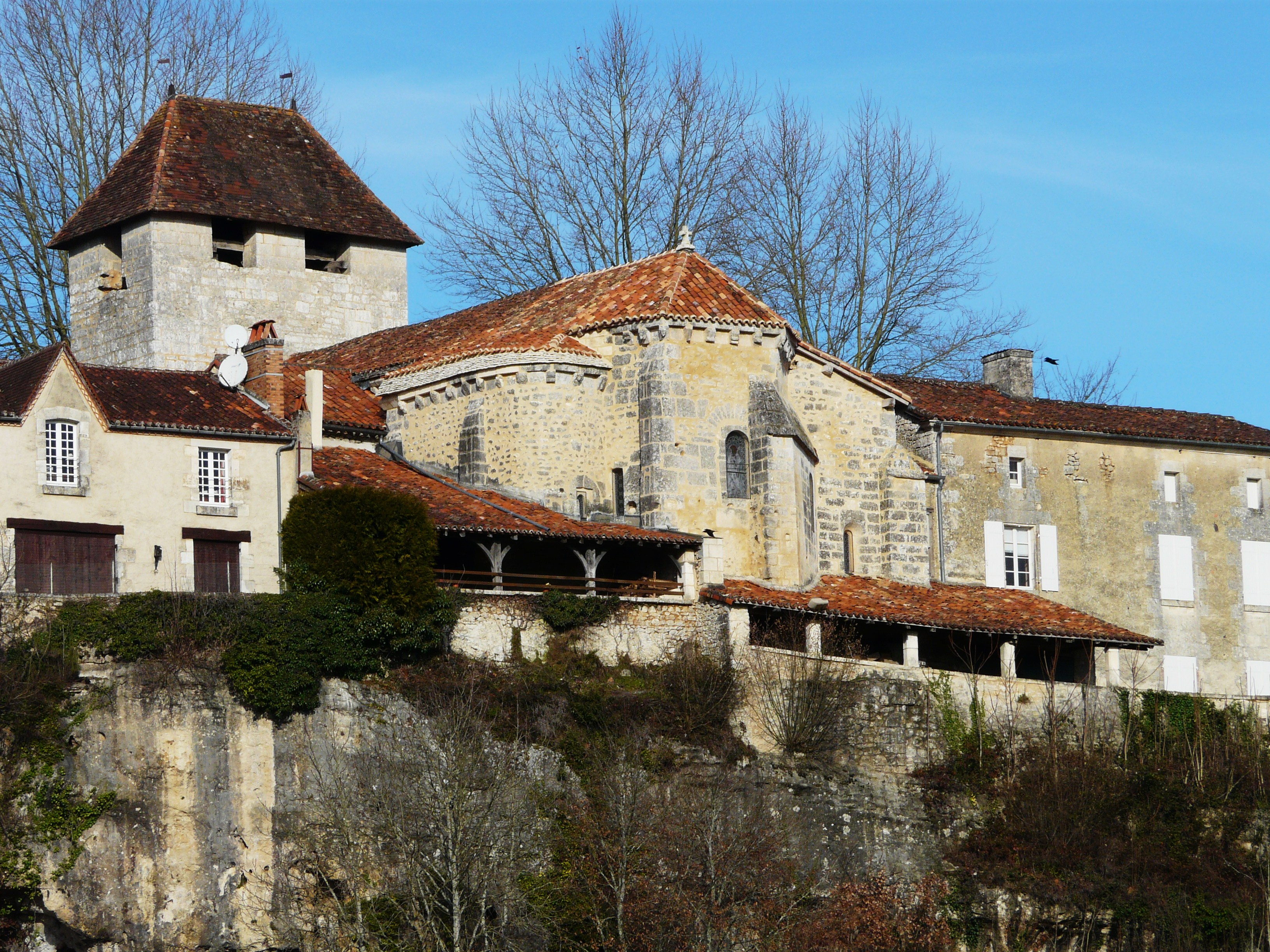
Церковь Св. Стефана
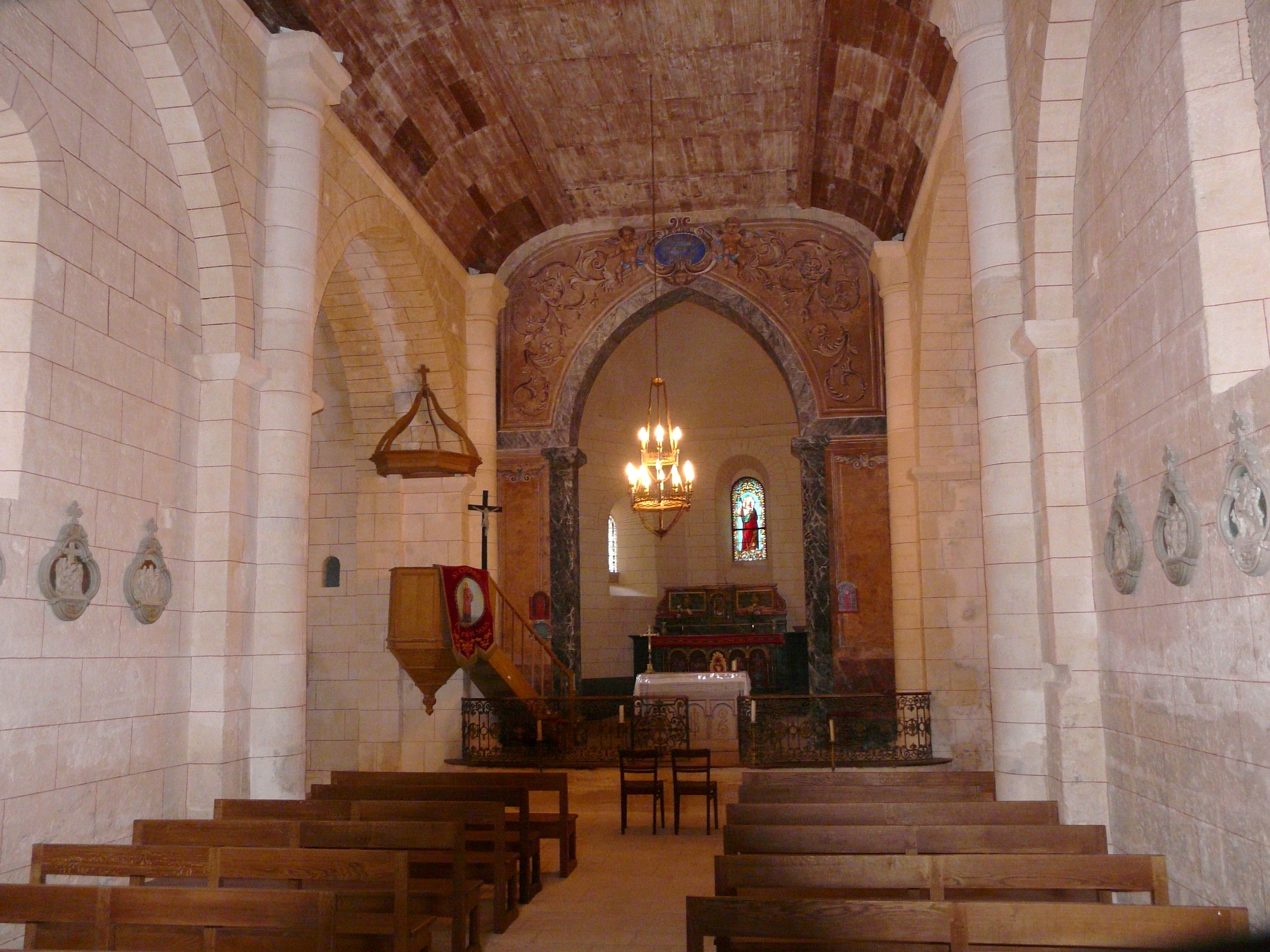
Интерьер церкви Св. Стефана
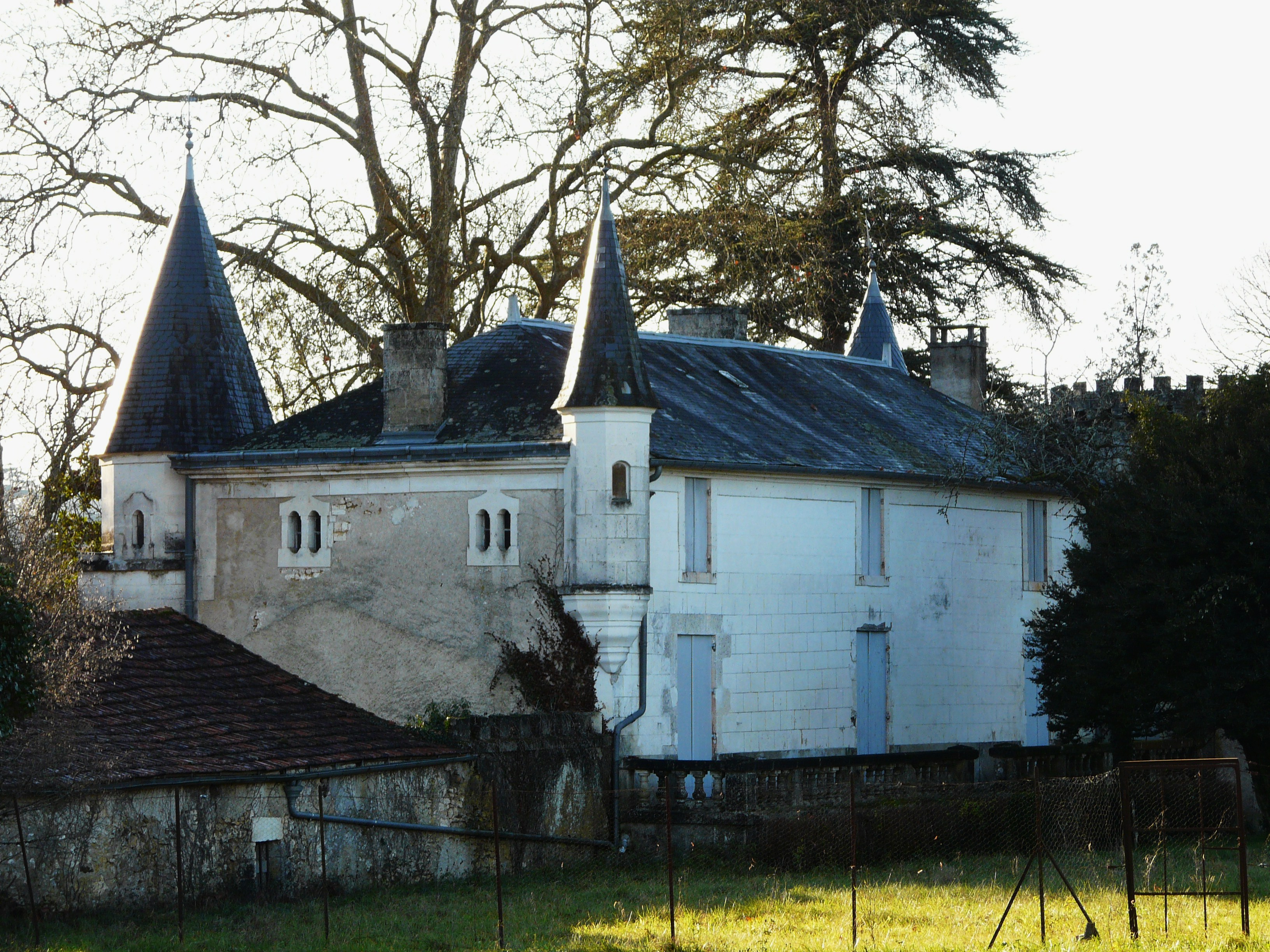
Замок Кастийер
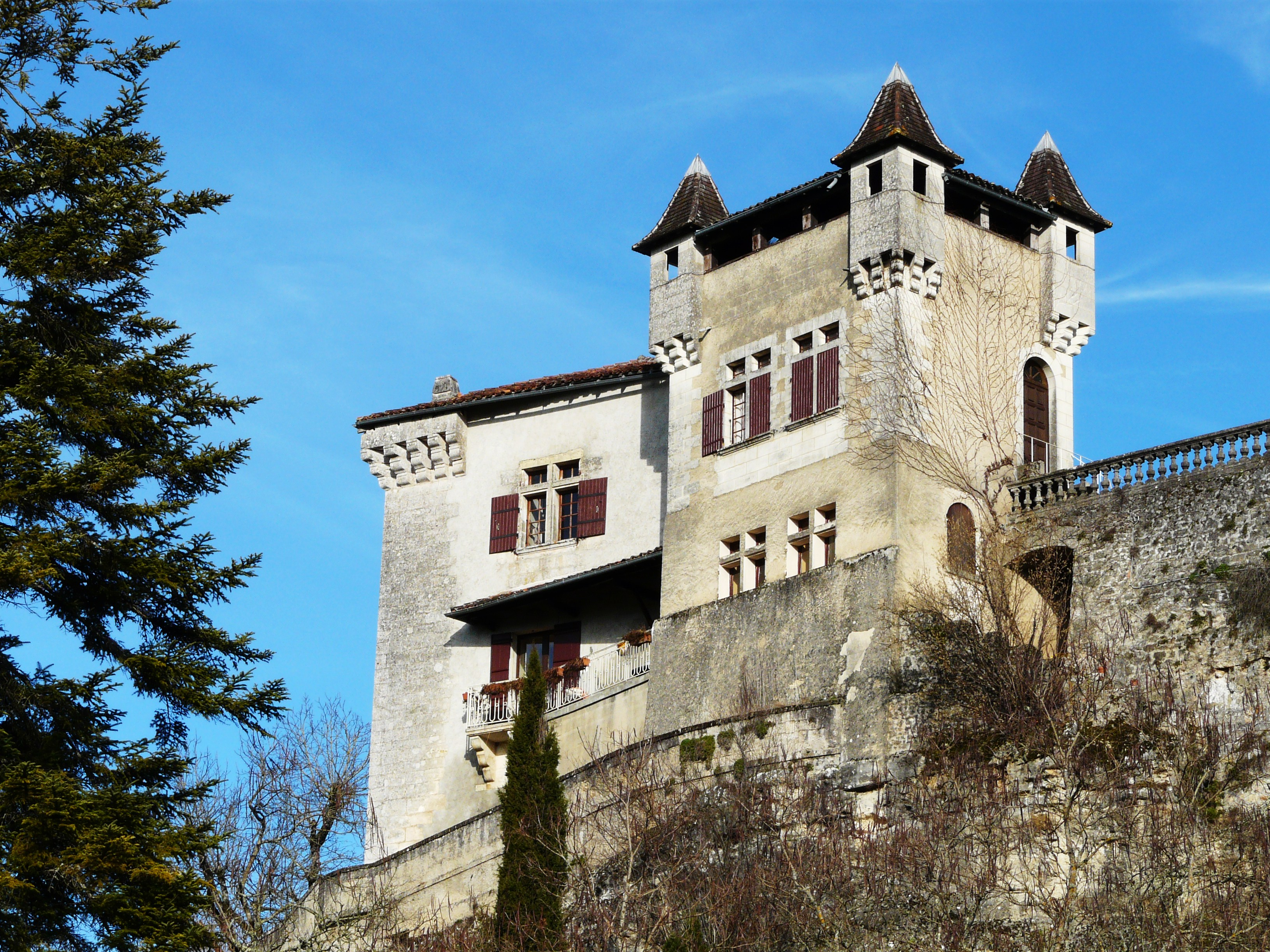
Замок Конда
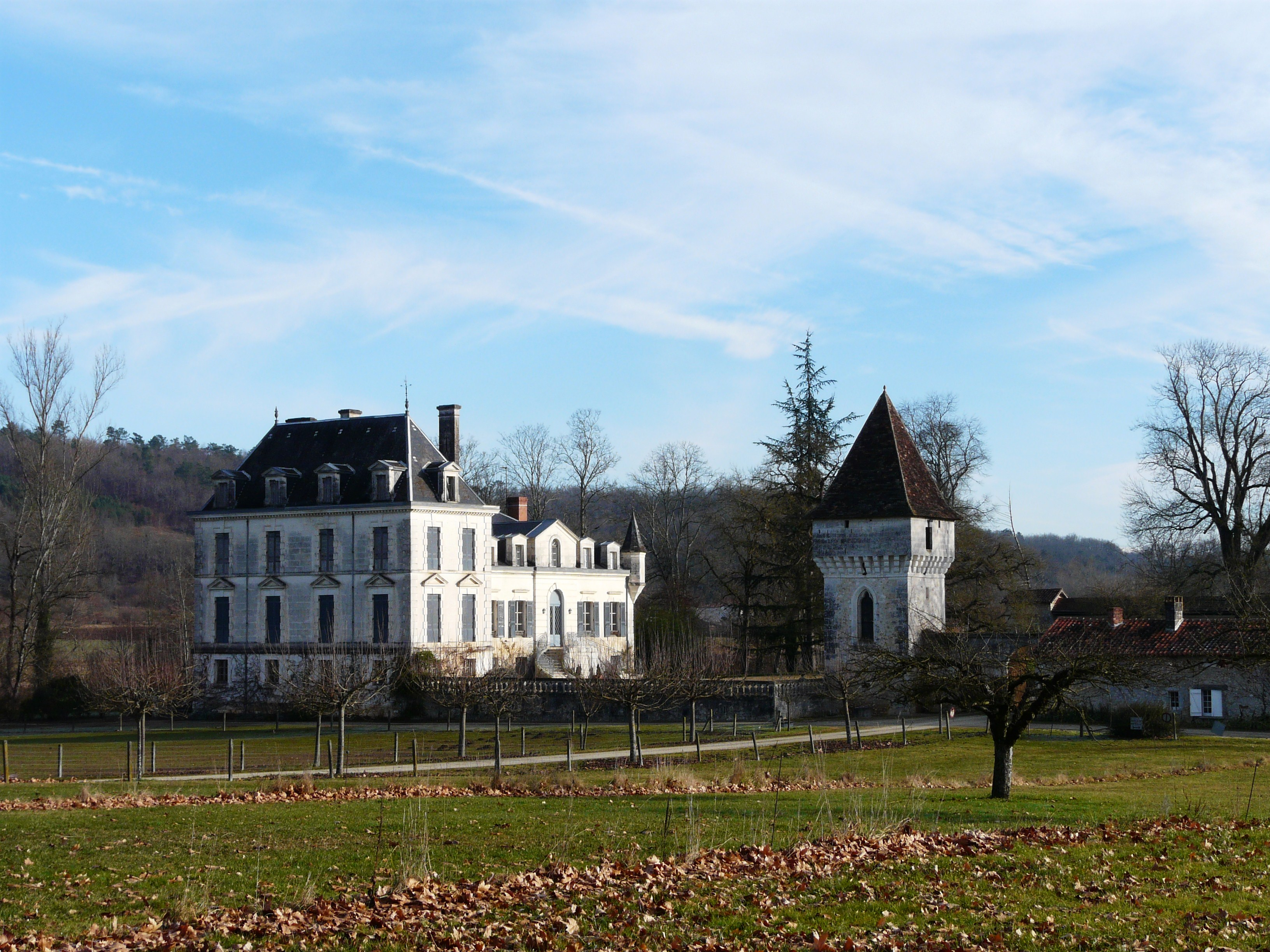
Замок Монплезир
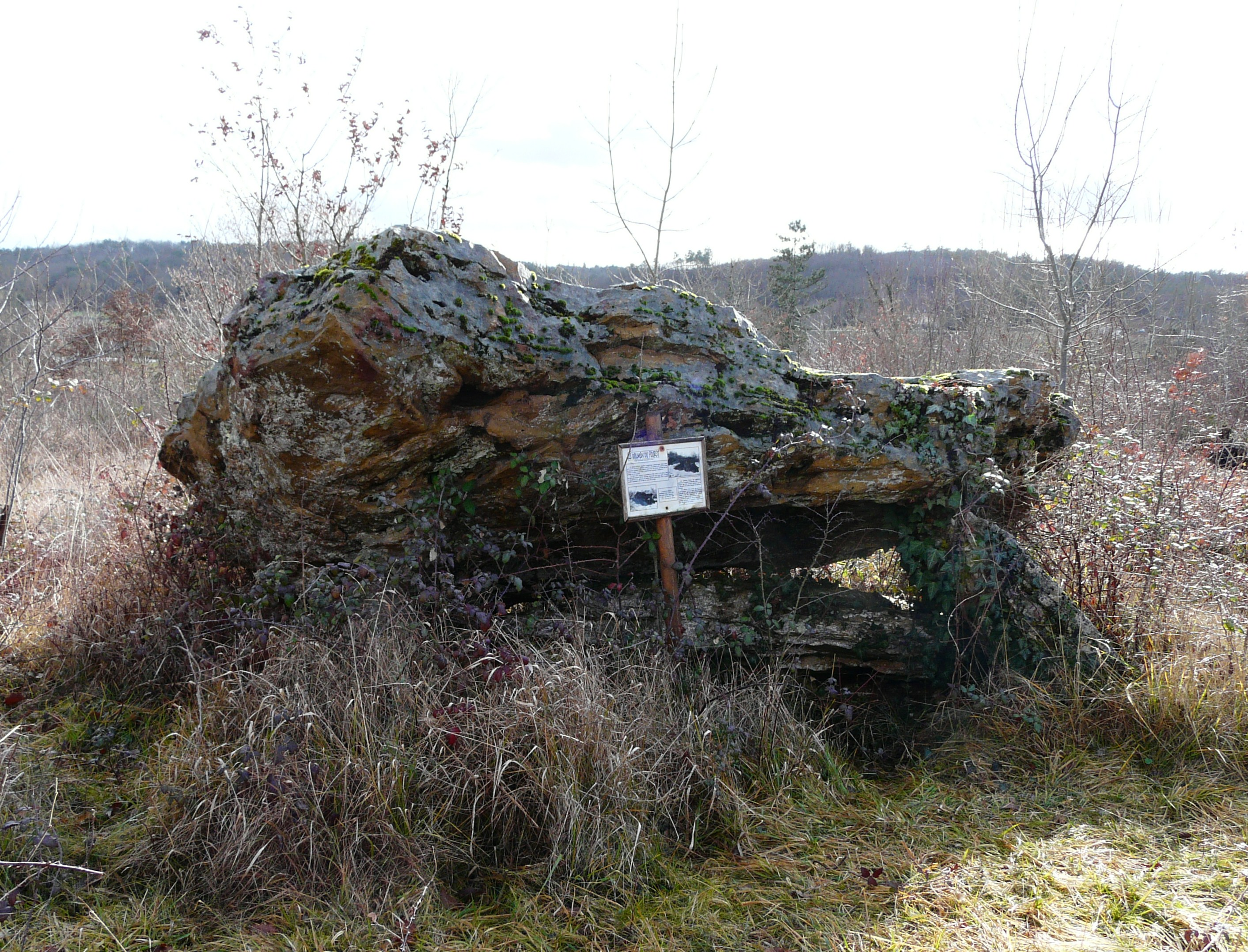
Дольмен Пер-Левад
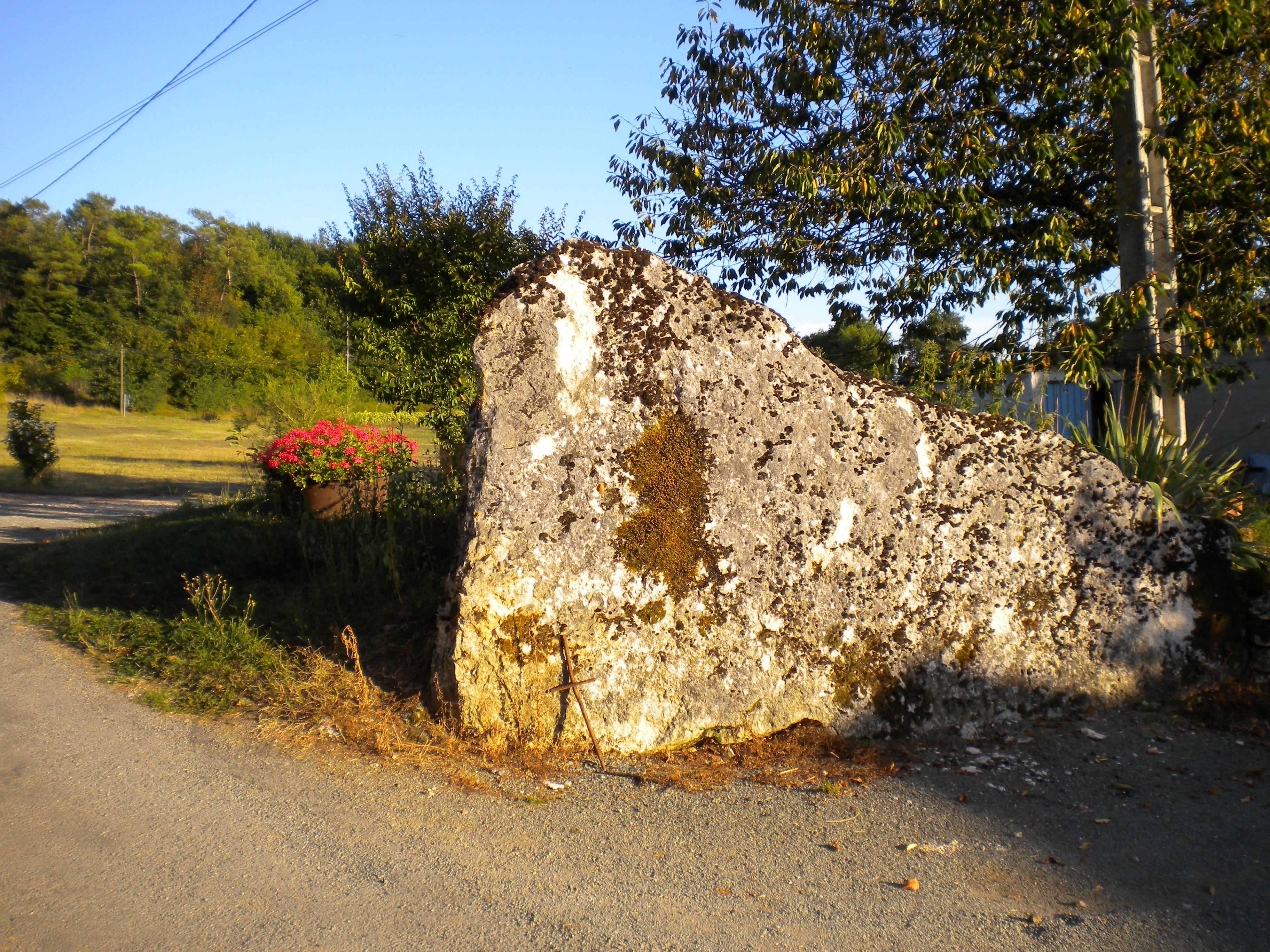
Менгир Фуре
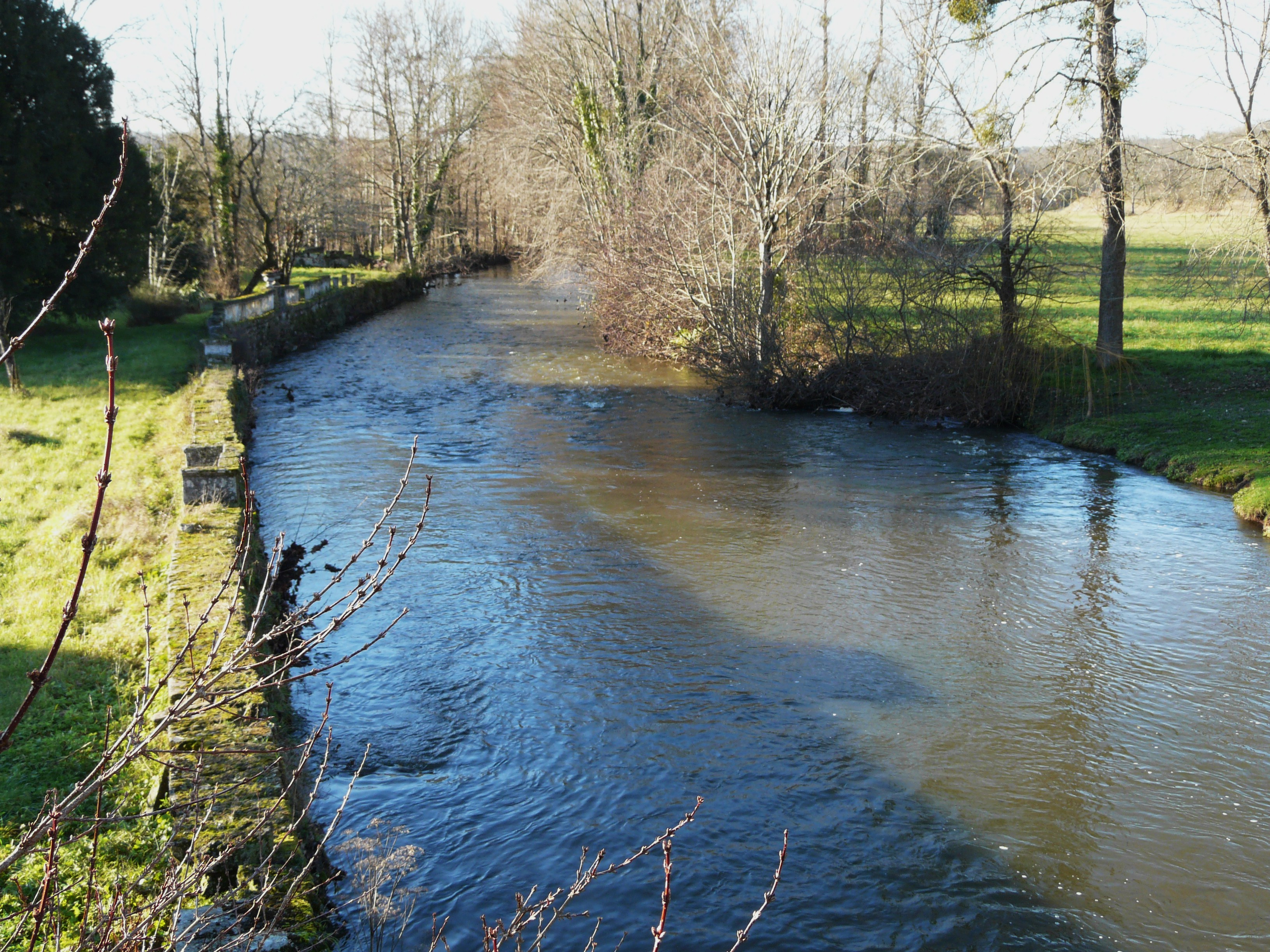
Река Коль
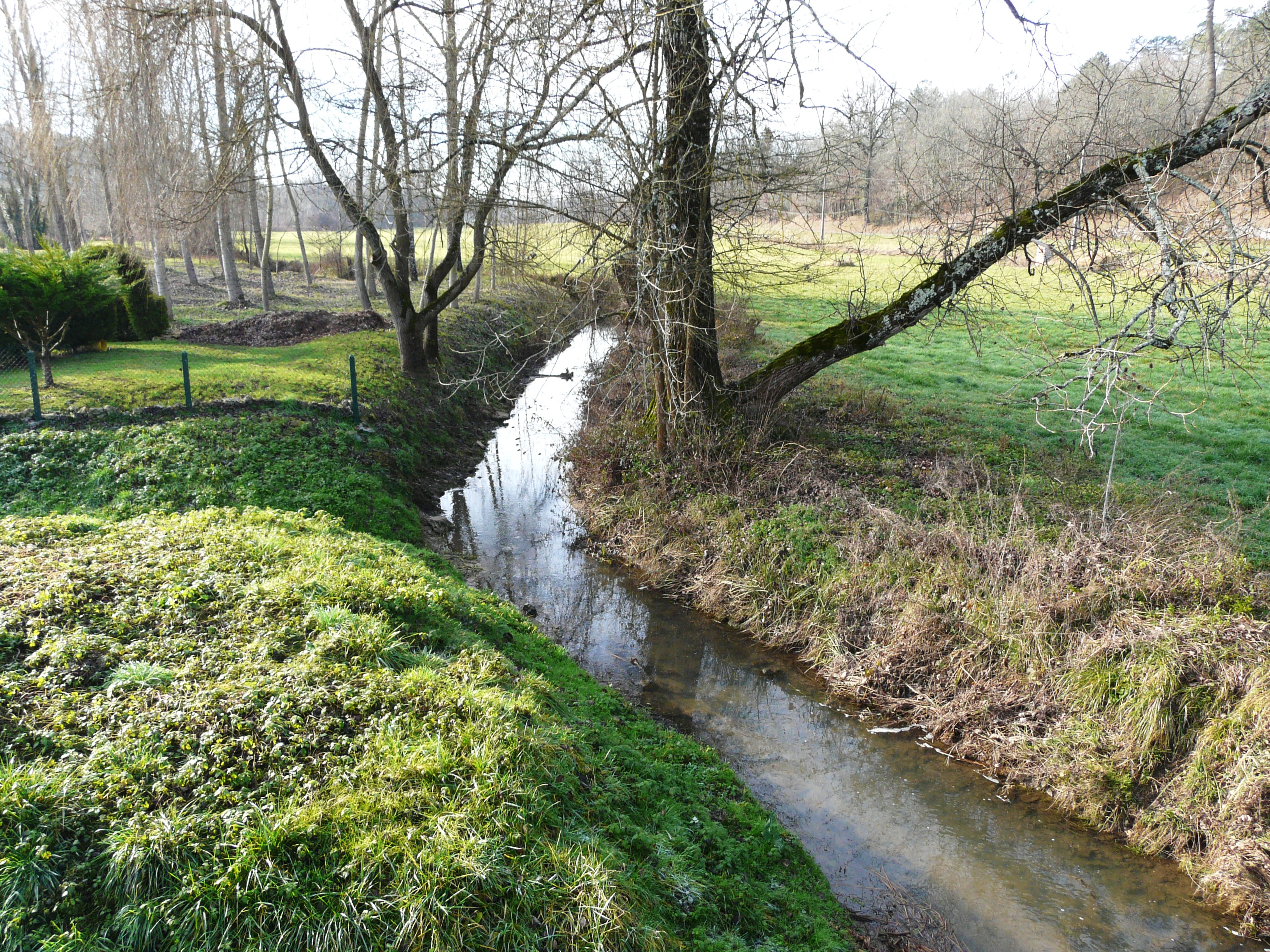
Река Тренку